# 꼬마 니콜라

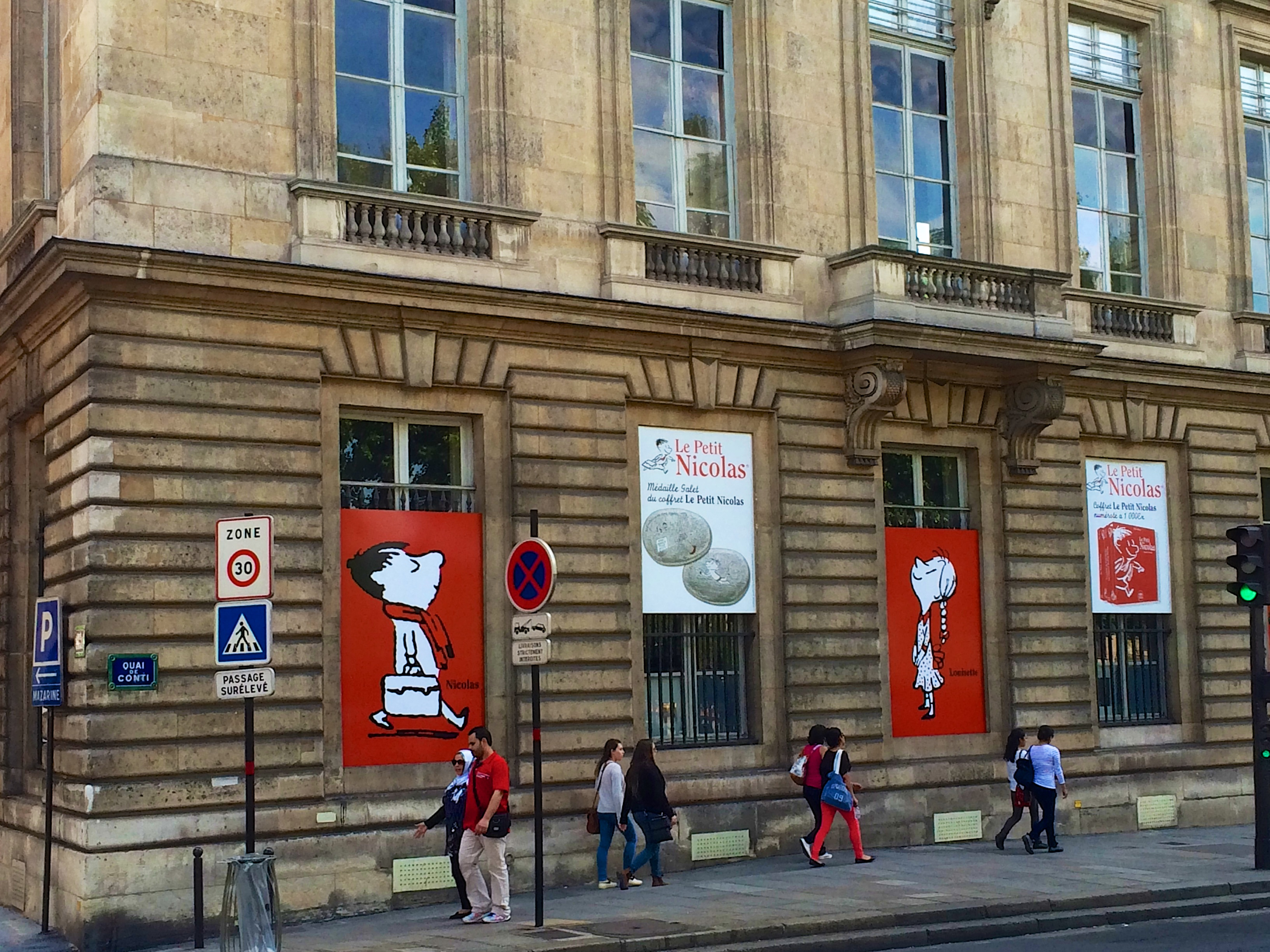
꼬마 니콜라 거리

《꼬마 니콜라》(프랑스어: Le Petit Nicolas)는 르네 고시니의 그림책 시리즈이다.

## 시리즈
- 《꼬마 니콜라》 (Le Petit Nicolas)
- 《꼬마 니콜라의 쉬는 시간》 (Les Récrés du petit Nicolas)
- 《꼬마 니콜라의 여름방학》 (Les Vacances du Petit Nicolas)
- 《꼬마 니콜라와 친구들》 (Le Petit Nicolas et les Copains)
- 《꼬마 니콜라의 골칫거리》 (Le Petit Nicolas a des ennuis)